# Svansriskparitet
Svansriskparitet (engelska: Tail risk parity) är en investeringsstrategi som utvecklats från riskparitetskonceptet. Det är en utvidgning av riskparitetsbegreppet som tar hänsyn till portföljkomponenternas beteende under svansrisk-händelser. Den fokuserar på att hantera portföljens beteende under mer extrema marknadshändelser, så kallade svansrisker. Dessa är osannolika men potentiellt katastrofala händelser som kan leda till stora förluster, ofta kopplade till volatilitet på finansmarknaderna. Strategin används för att skapa portföljer som är mer motståndskraftiga mot sådana händelser genom att fördela risken jämnt över olika tillgångsslag eller strategier.

## Definition
Svansriskparitet är en utvidgning av riskparitet, där risk definieras som förväntad svansförlust snarare än volatilitet. Syftet är att skydda investeringsportföljer under ekonomiska kriser och samtidigt minska kostnaderna för sådan skydd under normala marknadsförhållanden. Konceptet är nära besläktat med nedgångs-paritet, som också syftar till att minimera stora portföljförluster under extrema förhållanden. Till skillnad från traditionell diversifiering, som ofta baseras på korrelationer mellan tillgångar, tar svansriskparitet hänsyn till att dessa korrelationer kan öka dramatiskt under kriser, ibland till 100 %.
Synen på volatilitet skiljer sig åt jämfört med Harry Markowitz. 

## Historik
Riskparitet som koncept introducerades av Qian (2005) och utvecklades vidare av Maillard, Roncalli och Teïletche (2010) genom forskning om portföljer med jämnt fördelade riskbidrag. Svansriskparitet är en senare utveckling som inkorporerar högre moment i avkastningsfördelningen, såsom skevhet (skewness) och kurtosis, för att bättre hantera extrema händelser. Ett viktigt bidrag kom från Baitinger, Dragosch och Topalova (2017), som föreslog en metod för att integrera dessa högre moment i riskparitetsoptimeringen, vilket förbättrade strategins förmåga att hantera svansrisker.

## Metodologi
Svansriskparitet använder kvantitativa modeller för att uppskatta och (re)balansera risken för extrema negativa utfall i en portfölj. Genom att analysera historiska data och simulera extrema scenarier, till exempel med Monte Carlo-simuleringar eller DCC-GARCH (Dynamic Conditional Correlation - Generalized Autoregressive Conditional Heteroskedasticity), kan investerare bedöma hur olika tillgångar påverkas under kriser. Strategin innefattar ofta:
- Gruppering av tillgångar: Tillgångar delas in i olika buckets (grupper) baserat på deras beteende under marknadspress. Detta säkerställer diversifiering även under extrema förhållanden, där korrelationer mellan tillgångar tenderar att öka.
- Hedging-strategier: Användning av derivat, såsom säljoptioner, för att begränsa förluster vid extrema händelser.
- Dynamisk allokering: Kapital omfördelas dynamiskt baserat på marknadens volatilitet och andra indikatorer på svansrisk.

Metodologin bygger på att diversifiera över svansriskgrupper för att minimera portföljens dragdown (förlust från topp till botten) under kriser. Detta skiljer sig från traditionell riskparitet, som fokuserar på volatilitet som riskmått. (Se Harry Markowitz)

### Exempel på tillämpning
En portfölj baserad på svansriskparitet kan inkludera:
- Aktier för tillväxtpotential.
- Statsobligationer, som ofta stiger i värde under kriser.
- Råvaror, som guld, koppar som fungerar som säkra hamnar.
- Säljoptioner för att skydda mot börsfall.

Genom att noggrant beräkna varje tillgångs bidrag till svansrisk säkerställs att ingen enskild tillgång eller händelse orsakar oproportionerligt stora förluster. Det i sig kräver en viss storlek på portföljen, då minsta mängden av någon deltillgång kan vara relativt stor för en liten ägare.

## Tillämpningar
Svansriskparitet används primärt av institutionella investerare, hedgefonder och andra aktörer som vill skydda sina portföljer mot stora marknadskrascher eller oväntade händelser. Strategin är särskilt användbar i volatila eller osäkra marknader, där risken för extrema händelser är högre. Exempel på tillämpningar inkluderar:
- Diversifiering över tillgångsslag: Portföljen kan innehålla en blandning av aktier, obligationer, råvaror och alternativa investeringar, grupperade efter deras beteende under stress.
- Hedging-strategier: Köp av skyddande derivat, som säljoptioner, för att begränsa förluster vid marknadskrascher.
- Dynamisk allokering: Anpassning av exponeringen mot olika tillgångar baserat på marknadens volatilitet och andra riskindikatorer.

Företag som AllianceBernstein har varit framträdande i att utveckla och tillämpa svansriskparitet, med strategier som fokuserar på att minimera kostnaderna för skydd i normala marknadslägen.

## Kritik
Svansriskparitet har både fördelar och nackdelar. Forskning, såsom Baitinger et al. (2017), visar att strategin kan överträffa klassisk riskparitet när marknader uppvisar hög icke-normalitet och samberoenden, men dess värde är begränsat under andra förhållanden. Kritiker påpekar att:
- Komplexitet: Implementeringen kräver avancerade modeller och dataanalys, vilket kan vara svårt och kostsamt.
- Kostnader: Hedging-strategier, som köp av optioner, kan minska avkastningen i stabila marknader.
- Blandade resultat: Empiriska studier visar blandade resultat, där strategin inte alltid ger betydande fördelar jämfört med traditionella riskparitetsmetoder.
- Likviditetsrisker Vid extrema händelser kan en minskad likviditet försvåra för större portföljer.